# Ivan Leko (nogometaš)
Ivan Leko (Split, 7. veljače 1978.) hrvatski je nogometni trener i bivši nogometaš i nogometni reprezentativac. Trenutačno je trener Genta.

## Igračka karijera

### Klupska karijera
Leko je karijeru započeo u redovima splitskog Hajduka gdje igra 5 godina, sve dok 2001. godine nije bio jedan od najzaslužnijih za osvajanje naslova prvaka. Još prije zadnjeg kola u Varaždinu znalo se za njegov odlazak, te je tako ubrzo po osvajanju titule krenuo prema Španjolskoj, točnije Málagi. 
Tamo manje-više uspješno, kotirajući oko 10. mjesta Primeri, provodi 3 i pol sezone. Nakon toga se na zimu sezone 2004./05. 1. HNL vraća u matični klub. Ostaje tek jednu polusezonu u kojoj igrajući s tek pristiglim Nikom Kranjčarom ne pruža onakve igre kakve su se od njega očekivale, ali donosi drugi uzastopni naslov prvaka države. Na jesen je trebao povesti momčad vođenu Ćirom Blaževićem u europske pohode, međutim, nezadovoljan radom uprave što se građenja momčadi tiče (nedolazak pojačanja, odlazak kapetana Vejića) napušta momčad krenuvši prema belgijskom Club Bruggeu. 
Isprva se u Belgiji nije najbolje snašao, no, ubrzo postao vrijednim igračem momčadi. Pred kraj sezone 2006./07. svojim je golovima održavao Brugge pri vrhu lige i donio naslov pobjednika kupa Belgije. Nakon toga, odlučio je kako napušta momčad s kojom, ipak, ima još 1 godinu ugovora. U igri je neko vrijeme bio ponovni povratak u Hajduk gdje bi igrao s prijateljem iz mladih dana, Igorom Tudorom, međutim, nije se uspio dogovoriti s čelnicima kluba oko svoje plaće. Ostao je u Belgiji gdje nastavlja s dobrim igrama. U zimskoj stanci sezone 2008./09. odlučio se za promjenu kluba pa je nakon 98 nastupa za Club Brugge potpisao za Germinal Beerschot. Od 2009. pa sve do 2014. godine nastupa za Lokeren.

### Reprezentativna karijera
U reprezentaciji je debitirao 1999. godine protiv Egipta (2:2) na Korea Cupu, a kasnije se vratio tek 2004. godine protiv Izraela. Uslijedilo je 10 nastupa (većinom prijateljskih) pod vodstvom Zlatka Kranjčara, koji ga je vodio i na SP u Njemačkoj gdje nije zabilježio ni minute.

## Trenerska karijera
Nakon godina igranja u Belgiji, Ivan preuzima trenersku palicu u belgijskom Leuvenu. Krajem 2014. godine, Leko dobiva otkaz. Nakon Belgije odlazi u Grčku, točnije u PAOK, gdje je član stručnog stožera Igora Tudora. Nakon devet mjeseci PAOK im je otkazao suradnju zbog loših rezultata i podcjenjivanja igrača. Polovinom travnja 2016. godine imenovan je novim trenerom belgijskog prvoligaša Sint-Truidena.
Dana 8. lipnja 2017. godine, Club Brugge je objavio da je njihov novi trener Ivan Leko i da je potpisao dvogodišnji ugovor. S klubom je kolo prije kraja osigurao naslov prvaka Belgije u sezoni 2017./18.
Statistika u Hajduku
| Natjecanje        | Nastupi | Zgoditci |
| ----------------- | ------- | -------- |
| Prvenstvo         | 143     | 33       |
| Kup               | 26      | 5        |
| Superkup          | 0       | 0        |
| Međunarodne       | 18      | 1        |
| Splitski podsavez | 0       | 0        |
| Ukupno            | 187     | 39       |
| Prijateljske      | 29      | 14       |
| Sveukupno         | 216     | 53       |